# Tomba di Iti e Neferu
La tomba di Iti e Neferu, proveniente dal sito di Gebelein, è una tomba semi rupestre di due personaggi benestanti, il Capo delle truppe e Tesoriere del Re Iti e sua moglie Neferu. Era posta in una corte scavata nella roccia, con 16 pilastri che delimitavano un corridoio sul cui lato interno si apriva una serie di cappelle. Appartiene alla fase di transizione verso il Medio Regno. È stata scoperta da Virginio Rosa, collaboratore di Ernesto Schiaparelli, durante la spedizione archeologica italiana in Egitto del 1903.
Le pitture, asportate dal supporto originale agli inizi del Novecento, oggi si trovano al Museo Egizio di Torino; dal primo pilastro alla fine della tomba ci sono 29 metri che sono stati riproposti nell’allestimento del Museo. Studiando gli archivi fotografici e l’archivio storico, il museo di Torino ha ricostruito la contestualizzazione archeologica e lo sviluppo della tomba: nell’attuale ricostruzione, infatti, le pitture sono collocate su pilastri intervallati da una vista sul Nilo: la sensazione è di trovarsi proprio nella tomba. I pigmenti su intonaco di paglia e fango staccate dalle pareti sono a base minerale e l’uso dei colori è regolato da rigide norme. Ad esempio, l’incarnato degli uomini è più scuro rispetto a quello delle donne e, talora, il colore esplicita le distinzioni etniche degli abitanti del Regno.
Nelle pitture troviamo immagini ricche di dettagli. Il proprietario della tomba, Iti, si nota subito: è il personaggio con la pelle più chiara (non bruciata quindi dal sole, come chi lavora nei campi) e con evidente adiposità, che ostenta quasi come uno status symbol del suo benessere e della sua posizione sociale. In questa cappella si contrappongono scene di un crudo realismo, come la macellazione di un bovino (col coltello che affonda nel collo e gli zampilli di sangue raccolto da un servitore), ad altre di grande tenerezza, come l’amorevole cura riservata a un vitellino dalla madre che ha ancora la placenta. Lungo il corridoio altre scene legate alla vita quotidiana, come il trasporto di ceste con gli asini che, a forza di essere frustati, hanno le terga piagate e sanguinanti.